# NGC 7007
NGC 7007 هي مجرة محدبة. تبعد حوالي 130 مليون سنة ضوئية تقع في كوكبة الهندي (كوكبة). تم اكتشافه من قبل عالم الفلك جون هيرشل في 8 يوليو 1834.

## وصلات خارجية
- NGC 7007 على موقع ويكي سكاي: DSS2, SDSS, GALEX, IRAS, Hydrogen α, X-Ray, Astrophoto, Sky Map, Articles and images